# Komitet Białoruski
Komitet Białoruski (biał. Беларускі камiтэт) – kolaboracyjna organizacja białoruska podczas II wojny światowej
Komitet został zorganizowany przez Niemców na przełomie 1939/1940 roku w okupowanej Warszawie. Początkowo był podporządkowany berlińskiemu Białoruskiemu Komitetowi Samopomocy, ale od poł. 1940 r. działał samodzielnie. Na jego czele stanęli Fabian Akińczyc i Mikoła Szczors. Obaj działacze rywalizowali ze sobą o wpływy w organizacji. Latem 1940 roku w skład kierownictwa wszedł ksiądz Wincenty Godlewski, zaś F. Akińczyc został przez Niemców odesłany do Berlina. Kierownictwo Komitetu orientowało się na współpracę z Abwehrą i SD. Organizacja miała oddziały w Białej Podlaskiej i Krakowie. Do jej zadań należało "zjednoczenie narodu białoruskiego w celu walki o niezawisłe państwo białoruskie pod protektoratem Niemiec". Faktycznie było to reprezentowanie Białorusinów przed niemieckimi władzami okupacyjnymi Generalnego Gubernatorstwa, organizowanie pomocy ludności białoruskiej, czy prowadzenie działań oświatowo-kulturalnych. Zorganizowano w Warszawie stołówkę, gdzie wydawano posiłki i rozdawano produkty żywnościowe, prowadzono kursy białorusoznawcze, wieczorki dyskusyjne, seminaria, wykłady i odczyty, na których występowali białoruscy działacze narodowi. Działały też białoruski chór, biblioteka, orkiestra, sekcja dramatyczna, która wystawiała przedstawienia teatralne. Na pocz. 1942 r. pod opieką Komitetu znajdowało się ok. 6 tys. osób. W tym samym roku w Warszawie powstała szkoła podstawowa z internatem. Latem 1943 r. utworzono obóz uczniowski. W składzie Komitetu istniała sekcja kościelna, która prowadziła działalność religijną wśród ludności prawosławnej. Patronowała m.in. utworzeniu bractwa cerkiewnego im. Św. Jurija, które prowadziło aktywną działalność wydawniczą. Ksiądz W. Godlewski należał jednocześnie do konspiracyjnej Białoruskiej Partii Niepodległościowej, dlatego Komitet stał się "przykrywką" dla działalności jej działaczy. Po ataku wojsk niemieckich na ZSRR 22 czerwca 1941 roku, Komitet wysyłał nielegalnie na okupowane obszary Białorusi działaczy niepodległościowych. Z kolei Niemcy, wykorzystując działalność organizacji, prowadzili werbunek Białorusinów, zarówno jeńców wojennych Wojska Polskiego, jak też Armii Czerwonej, do szkolenia dywersyjnego, po zakończeniu którego byli przerzucani przez linię frontu na tyły wojsk sowieckich. Szkolenie odbywało się w Sulejówku i Niemczech, zaś baza przerzutowa mieściła się w Białej Podlaskiej, gdzie wykorzystywano członków miejscowego oddziału Komitetu. W ten sposób na sowiecką Białoruś kilka dni przed atakiem wojsk niemieckich na Związek Radziecki został przerzucony Pierwszy białoruski oddział szturmowy. W tym samym czasie w Berlinie odbył się zjazd przedstawicieli wszystkich organizacji białoruskich z III Rzeszy i Generalnego Gubernatorstwa, na którym zostało utworzone Białoruskie Centrum Narodowe na czele z działaczem warszawskiego Komitetu Białoruskiego M. Szczorsem. Komitet działał w Warszawie do 1 sierpnia 1944 r., kiedy wybuchło powstanie warszawskie. W tej sytuacji jego siedziba została przeniesiona do Krakowa, gdzie istniała do zajęcia miasta przez Armię Czerwoną w styczniu 1945 r.